# Ted Verdonkschot
Ted Verdonkschot (Haarlem, 14 oktober 1963) is een Nederlands voetbaltrainer. Hij is per 1 juli 2025 hoofdtrainer van RKAV Volendam.

## Trainerscarrière
Verdonkschot begon zijn trainerscarrière in 1997 als assistent-trainer bij Haarlem. In 2001 vertrok hij naar HFC EDO om aan de slag te gaan als hoofdtrainer. Verdonkschot was twee seizoenen trainer van de club, waarna hij naar Rijnsburgse Boys vertrok. Bij De Rijnsburgers was hij zes jaar lang werkzaam. 
In juli 2009 verkaste Verdonkschot naar VV Young Boys. Na vier maanden vertrok hij echter al naar HHC Hardenberg. In juli 2013 vertrok hij naar Katwijk aan Zee om als eindverantwoordelijke aan de slag te gaan bij Quick Boys. In januari 2015 maakte Verdonkschot bekend dat hij bezig was met zijn laatste seizoen bij de Katwijkers. In mei 2015 ging Telstar in gesprek met Verdonkschot, met de aanbieding om als assistent-trainer bij de club te gaan werken. Op 29 mei 2015 werd de overstap via de officiële kanalen bevestigd.
Na een seizoen besloot Verdonkschot om de club te verlaten, om als eindverantwoordelijke aan de slag te gaan bij Koninklijke HFC.
Halverwege zijn tweede seizoen in Haarlem werd bekend dat Verdonkschot vanaf het seizoen 2018/19 aan het roer zou staan bij VV IJsselmeervogels uit Bunschoten-Spakenburg. Sinds 1 juli 2020 was Verdonkschot hoofdtrainer van HSV ODIN '59.. Van het seizoen 2021/22 tot en met het seizoen 2024/25 was Verdonkschot hoofdtrainer van tweedeklasser FC Aalsmeer, spelend op zaterdag.
Met ingang van het seizoen 2025/26 werd Verdonkschot trainer van RKAV Volendam uit de Tweede divisie.